# تشارة (دابوي الجنوبي)
تشارة (بالفارسية: چاره) هي قرية تقع في إيران في قسم دابوي الجنوبی الريفي. يقدر عدد سكانها بـ 460 نسمة بحسب إحصاء 2016.